# Genovevahöhle
Die Genovevahöhle (früher Kuttbachhöhle genannt) ist eine sagenumwobene kleine Höhle nahe Kordel im Landkreis Trier-Saarburg (Rheinland-Pfalz), die als Naturdenkmal ausgewiesen ist.

## Geographische Lage
Die Genovevahöhle liegt in der Südeifel rund 3,75 km (Luftlinie) südsüdöstlich des Kernorts von Kordel. Sie befindet sich westlich oberhalb des kleinen Kutbachs (auch Kuttbach genannt), einem südwestlichen Zufluss der Kyll, rund 550 m südwestlich vom Gipfel der 306,2 m ü. NN hohen Hochburg. Auf diesem Berg lassen sich noch spärliche Überreste (Wall und Graben) der einstigen keltischen Fliehburg Hochburg (Naturdenkmal) erkennen, an seinen zumeist steilen Ostflanken befinden sich die Felsklippen Elterlay und Kutlei (Naturdenkmale).

## Beschreibung
Die breiteste Ausdehnung der Genovevahöhle beträgt etwa 15 m, die Decke ist zirka 8 bis 10 m hoch. Die Stufen zur Höhle wurden 1910 von der Ortsgruppe Kordel des Eifelvereins aus dem Sandsteinfels gehauen.
In der Höhle waren einige kleinere Hütten untergebracht. Die gebaute Terrasse konnte nur mit Leitern, Stricken oder Steighölzern erreicht werden. Die Balkenlöcher und Balkenauflagen mit der gewollten Regelmäßigkeit sind noch gut erkennbar.
In der Schutthalde vor der Höhle wurde ein Schaber gefunden, der bereits eine Nutzung in der späteren Altsteinzeit vermuten lässt. Darin fanden sich außer prähistorischen auch römische und fränkische Scherben.

## Legende
Bis zur Mitte des 19. Jahrhunderts war die Genovevahöhle nur unter dem Namen Kuttbachhöhle bekannt. Ein Beamter aus Mayen wurde nach Pfalzel versetzt. Als er diese Höhle bei einer Wanderung sah, erinnerte er sich an die heimatliche Genoveva-Legende. Danach soll Pfalzgraf Siegfried Genoveva, die Tochter des Herzogs von Brabant, zur Frau genommen haben.
Als er einstmals in eine Fehde zog, bezichtigte der Haushofmeister Golo nach der Rückkehr des Grafen dessen Frau der Untreue. Sie wurde mit ihrem Sohn verstoßen und flüchtete mit ihrem Kind in den Ardennenwald. Kläglich lebten sie von den Früchten des Waldes und eine Hirschkuh spendete ihnen Milch. Nach Jahren fand der Pfalzgraf seine Frau und seinen Sohn wieder. Freudig und reuevoll nahm er sie wieder auf. Der böse Golo erhielt seine wohlverdiente Strafe.
Der Zeitgeist der Romantik, der verfallene Burgen und dazugehörige Sagen liebte, verhalf sicherlich zur Verbreitung dieser Legende. So wurde die Kuttbachhöhle zur Genovevahöhle.

## Weitere gleichnamige Höhle
Am Vulkankegel Hochstein in der Gemarkung Mendig findet sich eine gleichnamige Höhle, deren Namensgebung dieselbe Legende zugrunde liegt.